# Ankerwerk (Rudolstadt)

Werbung vom Hof- und Kammerlieferant F. Ad. Richter & Cie. mit Anker-Steinbaukasten (1908)

Das Ankerwerk, heute von Anker Steinbaukasten GmbH betrieben, ist ein traditionsreiches Werk für chemisch-pharmazeutische Präparate und Heilmittel und später die Anker-Steinbaukästen. Das Werk befindet sich in Rudolstadt in Thüringen.

## Gründung
Das Fürstentum Schwarzburg-Rudolstadt, zu welchem Rudolstadt damals gehörte, hatte das deutsche Arzneimittelrecht von 1871 nicht ratifiziert. Deshalb sah der aus Herford stammende Friedrich Adolf Richter in Rudolstadt größere unternehmerische Möglichkeiten als anderswo. 1876 gründete er sein Unternehmen als F. Ad. Richter & Cie. Fabrikation und Vertrieb chemisch-pharmazeutischer Präparate und Heilmittel. Außerdem waren Grundstoffe für seine pharmazeutischen Produkte aus der Umgebung Rudolstadts bedeutungsvoll für die Wahl Rudolstadts als Firmenstandort.
Bald breitete Richter seine Produktpalette aus. Neben Schokolade, Musikautomaten und Druckerzeugnissen führten die Anker-Steinbaukästen (eine Erfindung der Brüder Otto und Gustav Lilienthal) zur raschen Expansion des Unternehmens. 1880 errichtete Richter ein neues Gebäude für ihre Produktion. In einer angeschlossenen Kunstanstalt für Illustratoren und Architekten wurden die Bauvorlagen für die Baukästen entwickelt. In Wien, St. Petersburg, London und New York entstanden Niederlassungen und Zweigbetriebe für das erste Systemspielzeug der Welt. Als k.u.k. Hof- und Kammerlieferant erreichte Richter auch kaiserliche Kinderzimmer.

## Nach 1910

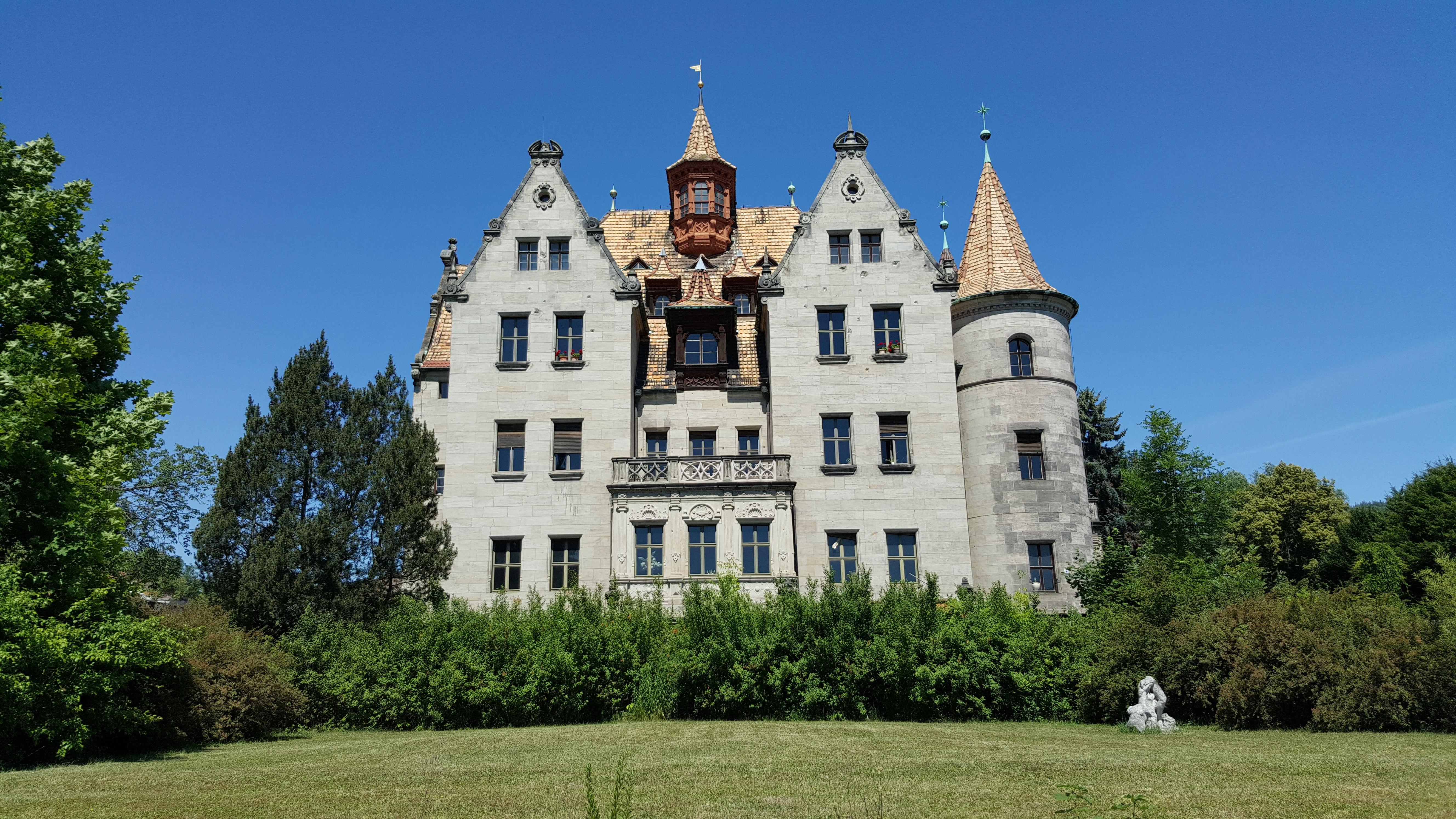
Die Villa Friedrich Adolf Richters auf dem Werksgelände

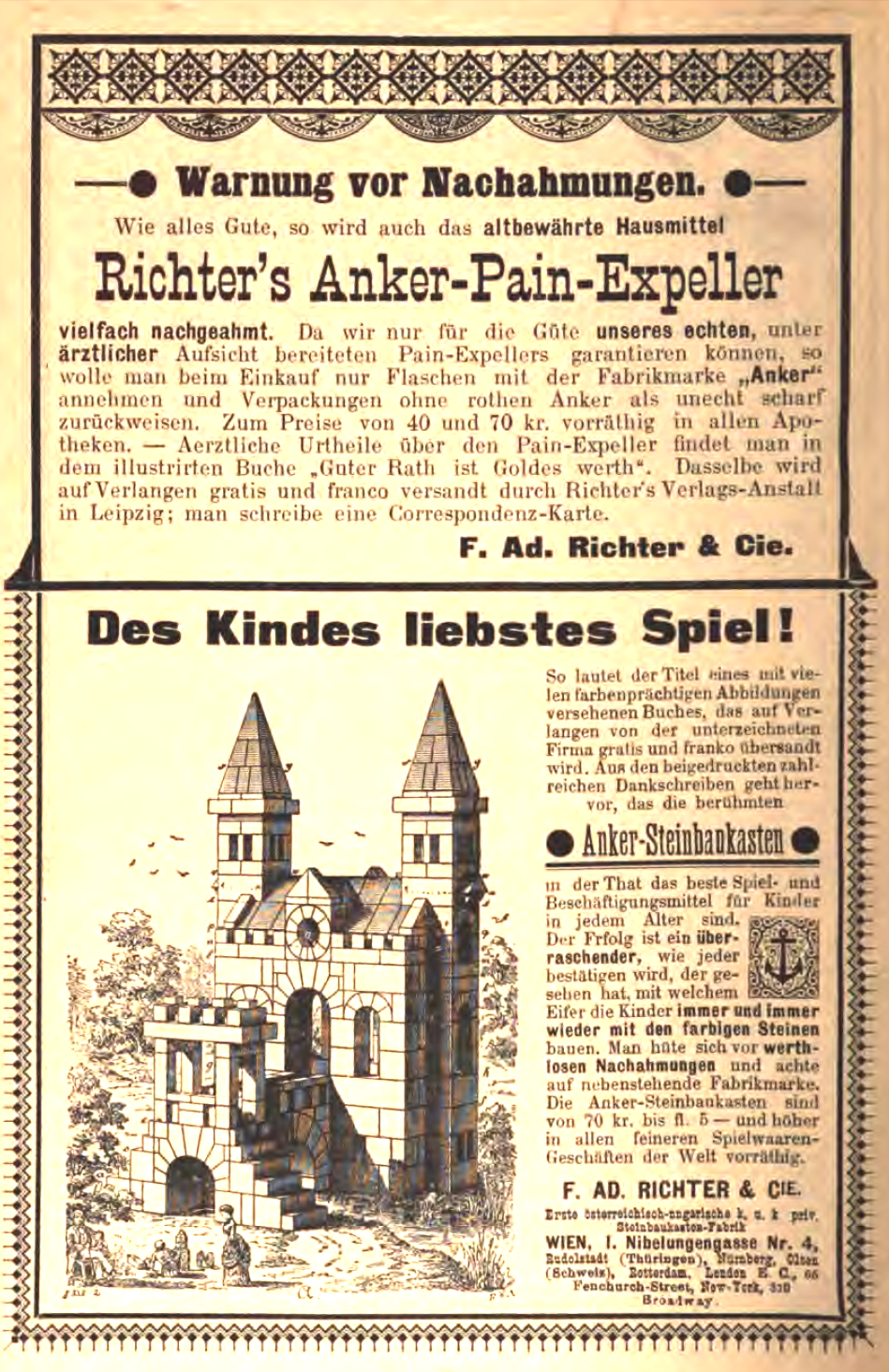
Werbung für Richter`s Anker-Pain-Expeller und für den Anker-Steinbaukasten (1891)

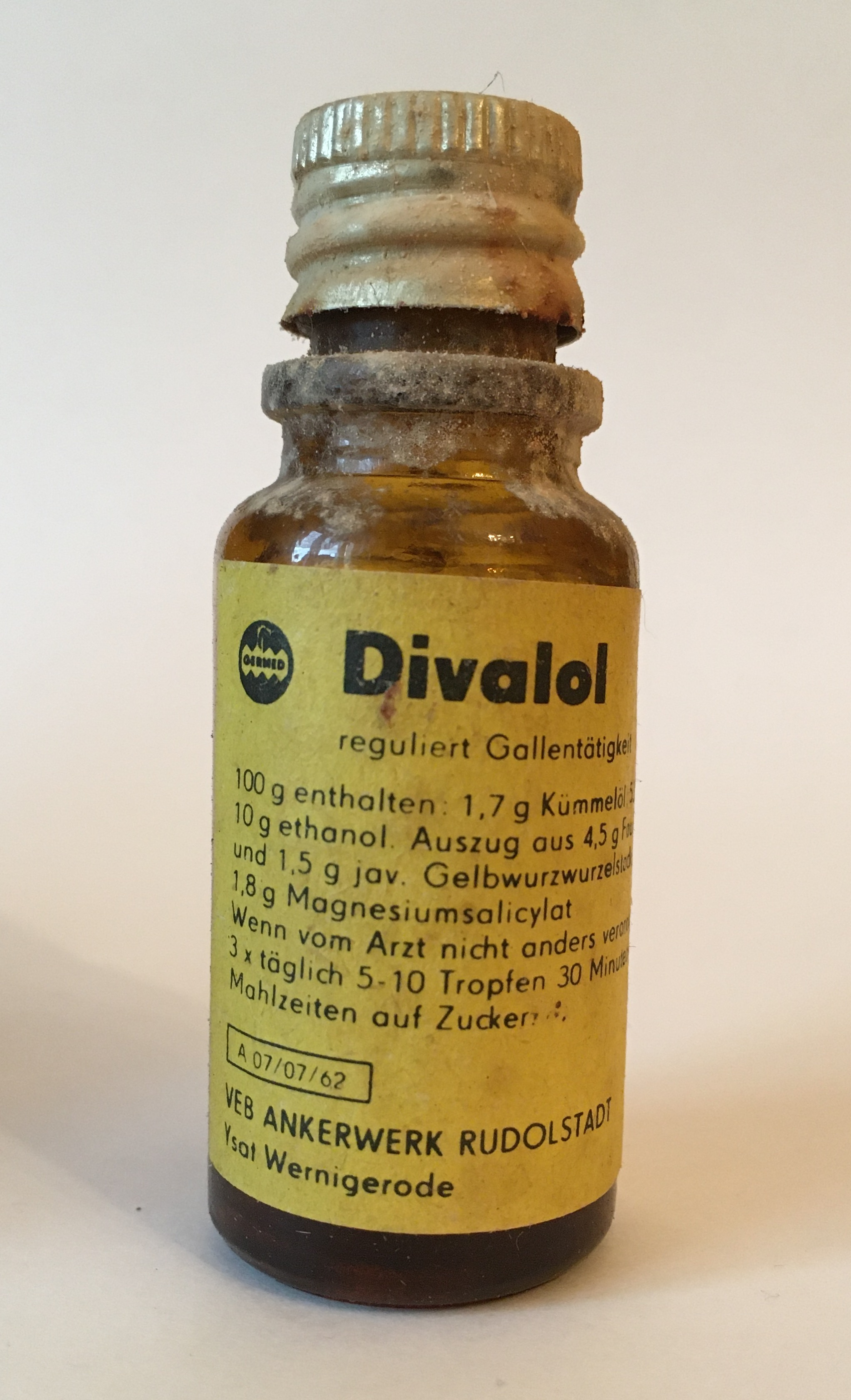
Divalol (für Magen-Darm-Galle-Beschwerden) des VEB Ankerwerk Rudolstadt und Ysat Wernigerode

Nach dem Tod Friedrich Adolf Richters im Jahr 1910 sollte das Werk auf Wunsch der Erben in mehrere Einzelfirmen aufgeteilt werden. Von 1921 bis in die 1930er Jahre wurde die AG durch den Hauptaktionär Alfred Eversbusch in einzelne Gesellschaften aufgeteilt, die durch seine Person verbunden blieben.
Nach Kriegsende wurde die Produktion von Kosmetik, Pflaster (Ankerplast) und Heilmitteln unter Alfred Eversbusch wieder aufgenommen.
Nach der Enteignung Eversbuschs wurde der Volkseigene Betrieb 1953 in VEB Ankerwerk Rudolstadt umbenannt. Ab 1969 wurden Augentropfen produziert, ab 1970 zusätzlich Aerosole und Sprays. 1974 wurde die Firma in das Pharmazeutische Kombinat Arzneimittelwerk Dresden eingegliedert.

## Nach 1990
1990 ging das Unternehmen in den Besitz der Treuhandanstalt und wurde 2003 als Aeropharm GmbH in die Hexal-Gruppe aufgenommen, die 2005 von Novartis übernommen und in die Sandoz integriert wurde. Im Rahmen des neuen Firmenverbundes ist die Aeropharm GmbH zuständig für die globale Entwicklung und Produktion von Asthma-Sprays und Augentropfen.
Der Volkseigene Betrieb VEB Anker-Steinbaukasten wurde bereits 1963 aufgelöst. Durch eine Initiative des Akustikprofessors Georg Plenge, sowie die Unterstützung durch die EU und das Land Thüringen, konnte 1995 die Produktion der Anker-Steinbaukästen wieder aufgenommen werden. Das Unternehmen firmierte als Anker-Steinbaukasten GmbH. 2009 übernahmen Gerhard Gollnest und Fritz-Rüdiger Kiesel die Anker-Steinbaukasten GmbH. Die Anker Bausteinkasten GmbH gehörte damit zur Firmengruppe Gollnest & Kiesel, die mit ihren Spielzeugmarken goki, HEIMESS, HOLZTIGER und ’cause traditionelles Spielzeug herstellt und vertreibt. 
Auf der Internationalen Spielwarenmesse 2010 in Nürnberg wurden erstmals neu entwickelte Kinderspielzeuge aus Ankerstein vorgestellt. In der klassischen Serie wird ein Starter-Baukasten ausgestellt, mit dem erste einfache Bauten entwickelt werden können und der den Einstieg in das System der ANKER Steinbaukästen erleichtert. Die Steine können auch für spätere Bauten mit den „großen“ Steinbaukästen weiter verwendet werden. Im April 2010 bezog das Ankerwerk das neue Herstellungsgebäude in der Breitscheidstraße 95. Der Büro- und Ausstellungstrakt umfasste 400 Quadratmeter. Eine neue automatische Presse ergänzt die Produktionsstraße und ermöglicht mit einfacheren Arbeitsabläufen die Herstellung einer größeren Stückzahl Steine. Der Fachbereich Erziehungswissenschaften an der Universität Hamburg legte 2012 den Abschlussbericht einer einjährigen Studie über die pädagogische Bedeutung des Bauspiels und speziell der Anker-Steinbaukästen vor.
Im August 2017 erfolgte die Übernahme durch die AWO (Arbeiterwohlfahrt) Rudolstadt. Das Unternehmen wird nun unter dem Namen Ankerstein GmbH weitergeführt.